# Ouessant (Q180)
Pour les articles homonymes, voir Ouessant (sous-marin).
L'Ouessant est un sous-marin français de la classe 1 500 tonnes. Lancé en 1936, il appartient à la série M6.

## Histoire

### Développement
L'Ouessant fait partie d'une série assez homogène de 31 sous-marins océaniques de grande patrouille, aussi dénommés 1 500 tonnes en raison de leur déplacement. Tous sont entrés en service entre 1931 (Redoutable) et 1939 (Sidi-Ferruch).
Longs de 92,30 mètres et larges de 8,10, ils ont un tirant d'eau de 4,40 mètres et peuvent plonger jusqu'à 80 mètres. Ils déplacent en surface 1 572 tonnes et en plongée 2 082 tonnes. Propulsés en surface par deux moteurs diesel d'une puissance totale de 6 000 chevaux, leur vitesse maximum est de 18,6 nœuds. En plongée, la propulsion électrique de 2 250 chevaux leur permet d'atteindre 10 nœuds.
Appelés aussi « sous-marins de grandes croisières », leur rayon d'action en surface est de 10 000 milles nautiques à 10 nœuds et en plongée de 100 milles nautiques à 5 nœuds.
Mis en chantier le 4 avril 1932 avec le numéro de coque Q180, l'Ouessant est lancé le 30 novembre 1936 et mis en service le 1er janvier 1939.

### Seconde Guerre mondiale
Il est affecté, au début de la Seconde Guerre mondiale, à la 8e division de sous-marins, basée à Brest, qu'il forme avec le Bévéziers, l'Agosta et le Sidi-Ferruch.
Dès la déclaration de guerre le 3 septembre 1939, il est envoyé pour patrouiller au large des ports de la côte nord de l'Espagne, où s'est réfugiée une partie de la flotte de commerce allemande, suspectée de servir de ravitailleurs aux U-Boote allemands. Au début du mois d'octobre, il est envoyé avec la 8e division dans les Antilles. Il patrouille notamment dans les Bouches du Serpent, entre l'île de Trinité et le Venezuela.
Le 12 janvier 1940, il quitte avec l'Agosta Fort-de-France pour Brest, où ils rentrent en grand carénage. C'est là qu'il est sabordé le 18 juin 1940 à 19 heures, ne pouvant appareiller devant l'avancée allemande.